# Li Hongxue
Dans ce nom chinois, le nom de famille précède le nom personnel.
Pour les articles homonymes, voir Li.
Li Hongxue (en chinois : 李 宏雪) est une fondeuse chinoise, née le 9 mars 1984 à Harbin.

## Biographie
Elle commence sa carrière dans des courses de la FIS en 2003. Sa première récompense est une médaille de bronze à l'Universiade d'hiver de 2005, à Innsbruck, au quinze kilomètres classique.
En 2005, elle prend part aussi à ses premiers championnats du monde à Oberstdorf.
Quelques mois plus tard, elle fait ses débuts en Coupe du monde, terminant 23e à Beitostølen d'un dix kilomètres classique.
En 2006, aux Jeux olympiques de Turin, elle est 27e de la poursuite, 36e du dix kilomètres classique, 16e du relais et 33e du trente kilomètres libre.
En février 2007, lors de l'étape de Coupe du monde de Changchun, elle est 11e du dix kilomètres libre et 13e du sprint classique, ses deux meilleurs résultats dans l'élite. Juste après, lors des Championnats du monde de Sapporo, elle est notamment 18e du trente kilomètres libre et 10e du relais.
Aux Jeux olympiques d'hiver de 2010, à Vancouver, elle est 36e de la poursuite, 35e du dix kilomètres libre et 31e du trente kilomètres classique.
Elle court le Tour de ski avant les Jeux olympiques d'hiver de 2014, où elle est 50e du sprint libre, 48e du skiathlon, 34e du dix kilomètres classique, 14e du sprint par équipes et 22e du trente kilomètres libre.
Son mari est le fondeur Sun Qinghai.

## Palmarès

### Jeux olympiques d'hiver
| Épreuve / Édition | Sprint                           | Sprint                           | 10 km                            | 10 km                            | Poursuite / Skiathlon 2 × 7,5 km | 30 km | Relais | Relais   |
| Épreuve / Édition | libre                            | classique                        | libre                            | classique                        | Poursuite / Skiathlon 2 × 7,5 km | 30 km | Sprint | 4 × 5 km |
| JO 2006 Turin     | —                                | Épreuve inexistante à cette date | Épreuve inexistante à cette date | 36e                              | 27e                              | 33e   | -      | 16e      |
| JO 2010 Vancouver | Épreuve inexistante à cette date | —                                | 35e                              | Épreuve inexistante à cette date | 36e                              | 31e   | 16e    | -        |
| JO 2014 Sotchi    | 50e                              | Épreuve inexistante à cette date | Épreuve inexistante à cette date | 34e                              | 48e                              | 22e   | 14e    | —        |

Légende :
- : pas d'épreuve
- — :  Épreuve non disputée par Li

### Championnats du monde
| Épreuve / Édition           | Sprint                           | Sprint                           | 10 km                            | 10 km                            | Poursuite / Skiathlon 2 × 7,5 km | 30 km | Relais | Relais   |
| Épreuve / Édition           | libre                            | classique                        | libre                            | classique                        | Poursuite / Skiathlon 2 × 7,5 km | 30 km | Sprint | 4 × 5 km |
| Mondiaux 2005 Oberstdorf    | Épreuve inexistante à cette date | -                                | 46e                              | Épreuve inexistante à cette date | 28e                              | 42e   | 16e    | 14e      |
| Mondiaux 2007 Sapporo       | Épreuve inexistante à cette date | 47e                              | 43e                              | Épreuve inexistante à cette date | 30e                              | 18e   | —      | 10e      |
| Mondiaux 2009 Liberec       | -                                | Épreuve inexistante à cette date | Épreuve inexistante à cette date | 31e                              | 29e                              | 26e   | -      | -        |
| Mondiaux 2013 Val di Fiemme | Épreuve inexistante à cette date | 58e                              | 46e                              | Épreuve inexistante à cette date | 50e                              | 34e   | 12e    | -        |

### Coupe du monde
- Meilleur classement général : 59e en 2007.
- Meilleur résultat individuel : 11e.

#### Classements en Coupe du monde
| Année     | Classement général final | Classement distance | Classement sprint |
| 2005-2006 | 88e                      | 69e                 | 77e               |
| 2006-2007 | 59e                      | 49e                 | 45e               |
| 2009-2010 | 104e                     | 80e                 |                   |
| 2013-2014 | 99e                      | 67e                 |                   |

### Jeux asiatiques
- Aomori 2003 :
  -  Médaille de bronze sur le relais.
- Changchun 2007 :
  -  Médaille d'argent sur le relais.
- Astana / Almaty 2011 :
  -  Médaille d'argent sur le sprint par équipes
  -  Médaille de bronze sur le cinq kilomètres.
  -  Médaille de bronze sur le relais.
- Sapporo 2017 :
  -  Médaille d'argent sur le relais.
  -  Médaille de bronze sur le cinq kilomètres.
  -  Médaille de bronze sur le quinze kilomètres.

### Universiades
- Innsbruck 2005 :
- Médaille de bronze sur le quinze kilomètres classique.
- Médaille de bronze sur le relais.

### Coupe de Scandinavie
- 2 victoires.